# Passo di Cavanna

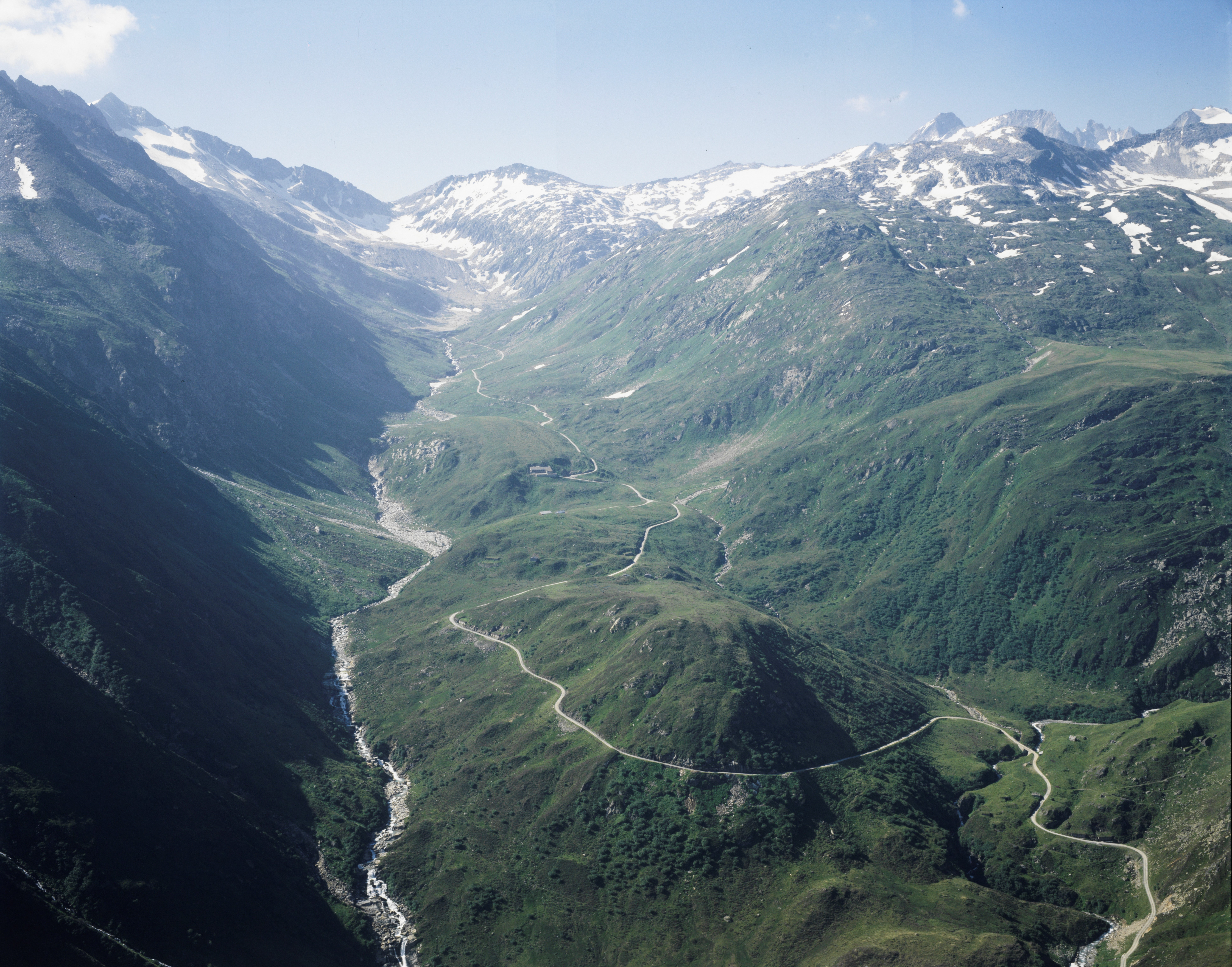
Witenwasserental, Passo di Cavanna mit Militärunterkunft, Blick von Norden

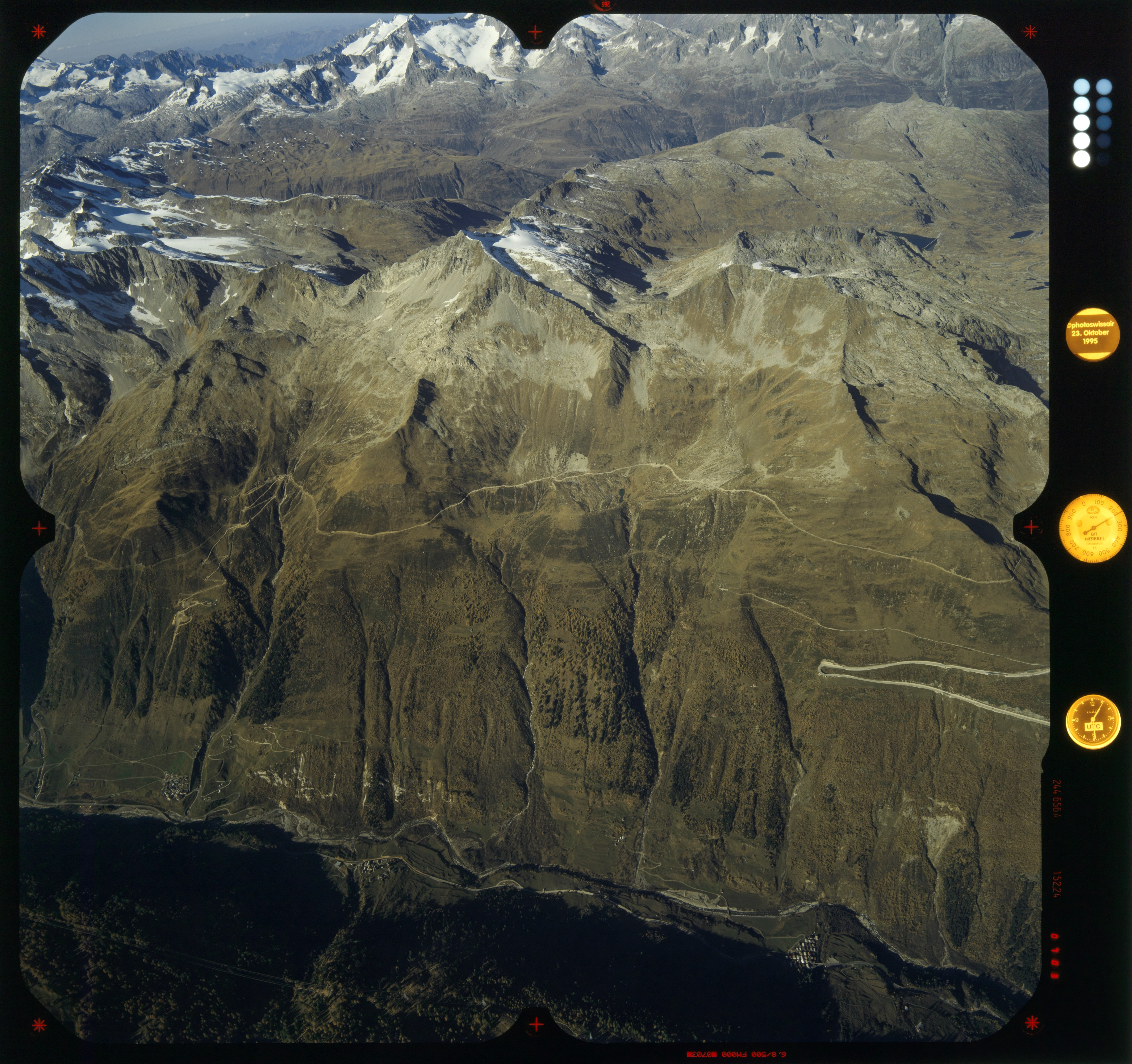
Von links: Passo di Cavanna, Pizzo Lucendro, Blick vom Bedrettotal

Der Passo di Cavanna ist ein alpiner Gebirgsübergang in der Schweiz vom Witenwasserental ins Val Bedretto.
Der Pass verbindet auf einer Höhe von 2613 m ü. M. die Talorte Realp (Kanton Uri) und Villa Bedretto (Kanton Tessin).
Neben dem Sattel des Cavannapasses auf 2600 m ü. M. befindet sich eine während des Zweiten Weltkriegs erstellte militärische Höhenunterkunft mit einer Küchenbaracke und einer Seilbahnstation. Das denkmalgeschützte Ensemble ist ein repräsentatives Beispiel von Befestigungen im Gebiet des Cavannapasses und der angrenzenden Grate, die zum Teil ältere Holzbauten ersetzten. Zur Versorgung der Truppen in den Höhenunterkünften wurde vom Seilbahndienst eine Militärseilbahn mit zwei Sektionen (MSB 157 und 174) von Oberstafel im Witenwasserental via Cavannapass auf den Ronggergrat 2728 m ü. M. erstellt.
Der Pass kann auch von der Rotondohütte aus erreicht werden und gehört zur Variante 5 (Wanderwege zur kontinentalen Wasserscheide): Rundwanderung ab Oberstafel des Vier-Quellen-Wegs.

## Fussnoten
1. ↑  Armasuisse: Hobim Liste Kanton Uri, Stand 22. April 2016: Cavannapass 2600 m: Höhenunterkunft, Küche, Seilbahnstation, Baujahr 1939
2. ↑  Felstechnik: Alpiner militärischer Verbindungsweg über den Ronggergrat aus dem ersten und zweiten Weltkrieg
3. ↑  SAC-Tourenportal: Passo di Cavanna 2613 m
4. ↑  Vier-Quellen-Weg: Rundwanderung ab Oberstafel

Koordinaten: 46° 32′ N, 8° 30′ O; CH1903: 682011 / 154420